# Thierry Bernabé
Pour les articles homonymes, voir Bernabé.
Pas d'image ? Cliquez ici

a Compétitions nationales et continentales officielles uniquement.

b Matchs officiels uniquement.
Thierry Bernabé, né le 2 mai 1960 à Gennevilliers, est un joueur français de rugby à XIII évoluant au poste de talonneur ou de troisième ligne  dans les années 1980 et 1990.
Il fait une partie de sa carrière au sein du club de Carcassonne. il compte par ailleurs treize sélections en équipe de France entre 1981 et 1991.

## Carrière en Rugby à XV

### Club
- Toulon 1980
- Le Pontet

## Carrière en Rugby à XIII

### Club
- Entraigues
- Le Pontet
- Carcassonne.
- Actuellement entraineur d'Entraigues Élite 2.

### Honneurs
- Numéro 1 mondial au talonage en 1984
- Champion de France avec Le Pontet
- Vainqueur de la Coupe de France avec le pontet

### Équipe de France
- International (13 sélections) 1981, 1984, 1985, 1986, 1987, 1989, 1991